# Anthurium baguense
Anthurium baguense är en kallaväxtart som beskrevs av Thomas Bernard Croat. Anthurium baguense ingår i släktet Anthurium och familjen kallaväxter. Inga underarter finns listade.